# PKS 0521-36
PKS 0521-36 – galaktyka radiowa (zaliczana również do obiektów typu BL Lacertae) odległa o około 770 milionów lat świetlnych od Ziemi, jedna z niewielu znanych galaktyk radiowych, która ma dżety widoczne zarówno w zakresie światła widzialnego jak i promieniowania radiowego. Uważa się, że źródłem dżeta jest supermasywna czarna dziura znajdująca się w jądrze galaktyki.